# RBM23
RBM23‏ (RNA binding motif protein 23) هوَ بروتين يُشَفر بواسطة جين RBM23 في الإنسان.